# Орден Педру I
Орден Педру I, полное название : Императорский Орден Педру Первого, Основателя Бразильской Империи -  упразднённая государственная награда Бразилии.

## История и описание
Орден учреждён Педру I, императором Бразильской империи, кратким указом от 16 апреля 1826 года, и подтверждён подробным указом императора Педру II 19 октября 1842 года.
Внешний вид ордена перекликался с орденом Железной короны. 
Знак ордена представлял собой изображение дракона (щитодержателя на гербе дома Браганса, к которому принадлежали императоры Бразилии), с вензелем императора в гербовом щите на груди, окруженного лавровым венком с лентой с надписью "Основатель Бразильской Империи". Дракон опирается на корону, и увенчан второй короной.
Звезда ордена пятиконечная, с лучами, покрытыми белой эмалью, с золотыми шарами на концах, и изображением дракона в центральном медальоне.
Лента ордена зелёная; по бокам, с отступом от краёв, по одной белой полосе.
По уставу 1842 года, орден имел три степени: большой крест, командор и кавалер.
Орден был упразднён в 1890 году, вскоре после замены в Бразилии монархии на республику.
Сегодня претендентами на престол из бразильского императорского дома орден вручается, как династическая награда.

## Кавалеры ордена
Орден считается редким. Достоверно известно пять награждённых большим крестом ордена в период существования Бразильской империи:
- Франц II (I), император Австрии (1827 год — награждён ещё до разделения ордена на классы);
- Луи Орлеанский, герцог Немурский (1864 год);
- Франциск II (король Обеих Сицилий) (1866 год);
- Маршал Бразилии Луиш Алвиш ди Лима и Силва, маркиз де Кашиас (1868 год);
- Александр III, император России (27 (15 по старому стилю) сентября 1868 года).